# Tillandsia 'Green Goddess'
Tillandsia 'Green Goddess' es un  cultivar híbrido del género Tillandsia perteneciente a la familia  Bromeliaceae.
Es un híbrido creado en  el año 1998 con las especies Tillandsia  tenuifolia × desconocido.